# Arsène de Scété
Pour les articles homonymes, voir Arsène, Saint Arsène et Saint-Arsène.
Arsène de Scété ou Arsène le Grand (né vers 350 - mort en 445 ou 449) est un saint de l'Église catholique et de l'Église orthodoxe. On le fête le 8 mai (antérieurement le 19 juillet en Occident).

## Histoire et tradition
Diacre de l'Église romaine, Arsène fut choisi par Théodose Ier pour être précepteur de son fils Arcadius. Ne pouvant vaincre le caractère opiniâtre de son élève, et dégoûté de la cour, il se retira dans le désert de Scété, en Égypte. Il y donna l'exemple des vertus monastiques. Il mourut en 445 (ou 449), à 95 ans.